# مایکروسافت آفیس ۲۰۰۱

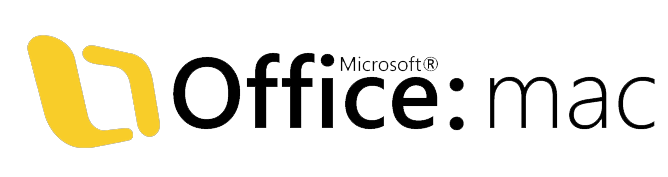
مایکروسافت آفیس 2001

مایکروسافت آفیس ۲۰۰۱ (به انگلیسی: Microsoft Office 2001) مجموعه ای از نرم‌افزارهای بهره‌وری برایمک او اس ۸، مک او اس ۹ یا محیط کلاسیک درمک او اس ایکس است. این معادل مک آفیس ۲۰۰۰ است. این ویرایش توسط مایکروسافت ساخته شده و در تاریخ ۱۳ سپتامبر ۲۰۰۰ قبل از انتشار آن در ۱۱ اکتبر ۲۰۰۰ اعلام شد.

## برنامه‌های کاربردی
مانند نسخه‌های قبلی مایکروسافت آفیس، آفیس ۲۰۰۱ شامل ورد، پاورپوینت و اکسل نیز می‌باشد. همچنین، برای اولین بار، همراهان، یک مدیر اطلاعات شخصی را شامل می‌شود که دارای یک سرویس گیرنده پست الکترونیکی، تقویم، دفترچه آدرس، لیست کارها و یادداشت‌های شخصی باشد.